# Mistrzostwa Azji w Lekkoatletyce 2011 – rzut oszczepem mężczyzn
Rzut oszczepem mężczyzn – jedna z konkurencji rozegranych podczas lekkoatletycznych mistrzostw Azji w Kobe.
Złoty medal – drugi raz w karierze – zdobył reprezentant Japonii Yukifumi Murakami, który rzutem na odległość 83,27 ustanowił nowy rekord życiowy oraz nowy rekord mistrzostw Azji.

## Terminarz
| Data          | Godzina | Runda |
| ------------- | ------- | ----- |
| 10 lipca 2011 | 15:30   | Finał |

## Rekordy
Tabela prezentuje rekord świata, Azji oraz czempionatu Azji, a także najlepsze rezultaty w Azji i na świecie w sezonie 2011 przed rozpoczęciem mistrzostw.
| Rekord świata          | Jan Železný        | 98,48 | Jena     | 25 maja 1996     |
| Rekord Azji            | Kazuhiro Mizoguchi | 87,60 | San Jose | 27 maja 1989     |
| Rekord mistrzostw Azji | Li Rongxiang       | 82,75 | Kolombo  | 11 sierpnia 2002 |
| Listy światowe         | Vadims Vasiļevskis | 88,22 | Tartu    | 28 maja 2011     |
| Listy azjatyckie       | Yukifumi Murakami  | 82,70 | Kawasaki | 8 maja 2011      |

## Rezultaty

### Finał
Rozegrano tylko rundę finałową, która odbyła się 10 lipca w godzinach popołudniowych. Złoty medal, rzutem w czwartej serii, zapewnił sobie Japończyk Yukifumi Murakami.
| Poz. | Imię i nazwisko       | Reprezentacja    | 1     | 2     | 3     | 4     | 5     | 6     | Rezultat | Uwagi                                   |
| ---- | --------------------- | ---------------- | ----- | ----- | ----- | ----- | ----- | ----- | -------- | --------------------------------------- |
| 1    | Yukifumi Murakami     | Japonia          | 77,99 | 79,85 | 80,93 | 82,37 | –     | –     | 82,37    | Rekord mistrzostw Azji · Rekord życiowy |
| 2    | Park Jae-myong        | Korea Południowa | 69,92 | 74,98 | 76,62 | 76,75 | 80,19 | x     | 80,19    | Rekord sezonu                           |
| 3    | Ivan Zaytsev          | Uzbekistan       | 73,33 | 78,54 | 79,22 | 71,41 | 68,26 | 78,15 | 79,22    |                                         |
| 4    | Jung Sang-jin         | Korea Południowa | 73,47 | 74,12 | 74,05 | 78,65 | 77,88 | 78,15 | 78,65    |                                         |
| 5    | Chen Qi               | Chiny            | 78,40 | 76,69 | 76,31 | 75,96 | x     | x     | 78,40    |                                         |
| 6    | Ken Arai              | Japonia          | 76,02 | 74,34 | 72,94 | x     | x     | 77,37 | 77,37    |                                         |
| 7    | Genki Dean            | Japonia          | 70,19 | 73,63 | 72,08 | 76,20 | 72,52 | 73,16 | 76,20    |                                         |
| 8    | Qin Qiang             | Chiny            | 69,92 | 75,22 | 70,03 | x     | x     | 72,15 | 75,22    |                                         |
| 9    | Bobur Shokirjonov     | Uzbekistan       | 69,73 | 69,81 | 65,18 |       |       |       | 69,81    |                                         |
| 10   | W.L.D. Rankoth Pedige | Sri Lanka        | 68,78 | 68,04 | 68,47 |       |       |       | 68,78    |                                         |
| 11   | Cheng Chao-tsun       | Chińskie Tajpej  | 66,55 | 64,50 | 67,86 |       |       |       | 67,86    |                                         |
| 12   | Ammar Al-Najm         | Irak             | 64,61 | 66,71 | 67,43 |       |       |       | 67,43    | Rekord sezonu                           |
| 13   | Danilo Fresnido       | Filipiny         | 65,25 | 67,20 | 62,60 |       |       |       | 67,20    | Rekord sezonu                           |
| 14   | Khamis Al Qatiti      | Oman             | 59,41 | 59,06 | 61,22 |       |       |       | 61,22    |                                         |
| 15   | Iurii Markovskii      | Kirgistan        | 50,72 | x     | x     |       |       |       | 50,72    | Rekord życiowy                          |